# Villy-en-Trodes
Villy-en-Trodes är en kommun i departementet Aube i regionen Grand Est (tidigare regionen Champagne-Ardenne) i nordöstra Frankrike. Kommunen ligger  i kantonen Bar-sur-Seine som ligger i arrondissementet Troyes. År 2022 hade Villy-en-Trodes 260 invånare.

## Befolkningsutveckling
Antalet invånare i kommunen Villy-en-Trodes
Referens: INSEE